# Gerardo Machado
Gerardo Machado y Morales (Camajuaní, Las Villas, 28 de septiembre de 1869-Miami Beach, Florida, 29 de marzo de 1939) fue un militar y político cubano, que fungió como general a favor de su país en la guerra de independencia contra España y fue el quinto presidente de la República de Cuba (1925-1933).
Machado ingresó a la presidencia con una amplia popularidad y apoyo de los principales partidos políticos. Cabe destacar que durante su administración se realizaron obras que perduran hasta el día de hoy, como son el Capitolio de La Habana y la Carretera Central. Aquellas obras públicas y otras «menores» caracterizaron su gestión dado que puso énfasis en la impulsión de ellas para absorber el desempleo que entonces azotaba a la isla, tras el hundimiento de los precios del azúcar en 1921. Sin embargo, su apoyo disminuyó con el tiempo, puesto que reformó la Constitución de 1901 para perpetuarse en el poder. A medida que las protestas y rebeliones se volvían más estridentes debido al impacto del crac del 29 en Cuba, su administración redujo la libertad de expresión y recrudeció la represión, cosa que significó por parte de su mandato la lenta transición a una dictadura. Finalmente, el 12 de agosto de 1933 fue obligado a dimitir y viajó en un avión con algunos amigos a Bahamas. Fue sustituido ese día por el general Alberto Herrera y Franchi, jefe del Ejército, que al día siguiente renunció a favor de un gobierno provisional encabezado por Carlos Manuel de Céspedes y Quesada (hijo de su homónimo padre, a quien se considera padre de la patria) y mediado por el embajador estadounidense Sumner Welles.
Fue admirador confeso de Benito Mussolini, dictador de la Italia fascista, lo cual, junto con la utilización de cuerpos paramilitares amparados por el Estado (“porra” machadista) mientras gobernaba, hizo que fuese catalogado como un «fascista tropical» o un «Mussolini tropical».

## Comienzos
Nació el 28 de septiembre de 1869 en Camajuaní, una localidad ubicada en la Provincia de Las Villas (hoy Villa Clara). Su familia era de origen canario y se ubicaba en un estrato social medio. Pasó su infancia en la pequeña granja de ganado de su familia y no completó estudios secundarios porque comenzó a trabajar a temprana edad. Gerardo se desempeñó un tiempo como carnicero, y perdió el dedo medio de su mano izquierda (algunos le apodaron El Mocho).

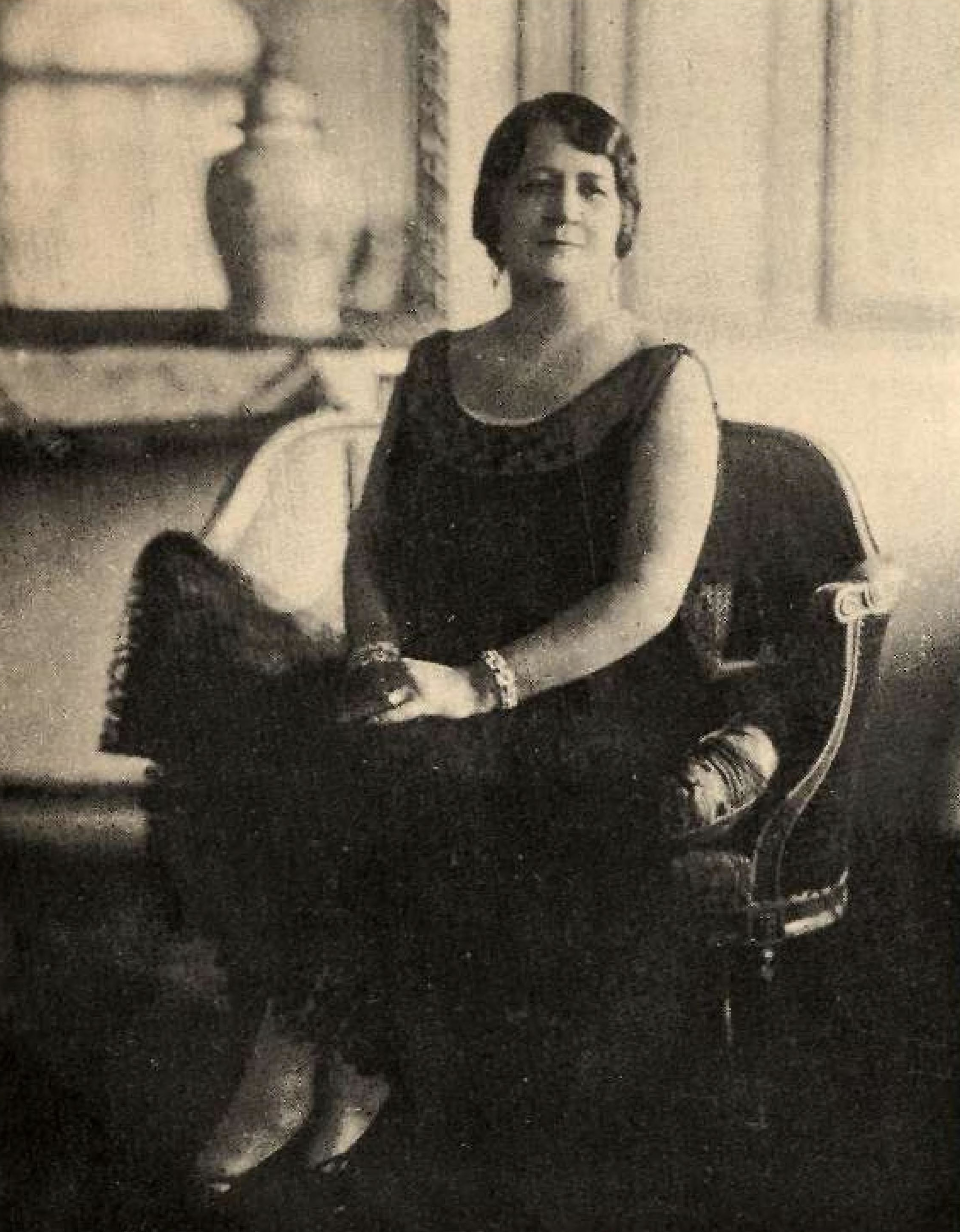
Elvira Machado, prima y esposa de Gerado Machado.

Llegada su edad adulta, se casó con su prima Elvira Machado. Fue autodidacta y maestro masón (grado 33), pero fue expulsado de la masonería siendo presidente cubano por conducta impropia.
Durante la Guerra de los Diez Años contra España (1868-1878), el padre de Machado se unió al bando de los rebeldes cubanos liderados por Carlos Manuel de Céspedes del Castillo, donde alcanzó el rango de mayor. En 1895, a la edad de 25 años Machado se une a la causa cubana contra el debilitado Imperio español, que en 1898 fue definitivamente derrotado por Estados Unidos en la Guerra hispano-estadounidense. Machado obtuvo el grado de general de brigada del ejército libertador cubano, siendo uno de los generales cubanos más jóvenes.
Esa derrota para España fue dura, ya que perdería sus provincias de ultramar: Cuba, Filipinas, y Puerto Rico; además la isla de Guam. Resultado del interés de EE. UU. sobre el Caribe fue la Enmienda Platt, la cual Machado como presidente se había comprometido a intentar retirarla de la Constitución de Cuba de 1901. Dicha enmienda fue incrustada en la carta magna cubana una vez constituida la república el 20 de mayo de 1902, y hacía legal la intervención de tropas del Gobierno estadounidense si la situación lo ameritaba según su arbitrio, de acuerdo a lo estipulado en el artículo III de aquel tratado, bajo el pretexto de salvaguardar la independencia cubana y los intereses y propiedades estadounidenses en Cuba.
Durante la ocupación estadounidense de Cuba, mientras se hacían preparativos para que la isla fuese una república, Machado fungió como alcalde de Santa Clara en 1899.

## Carrera política y militar
En mayo de 1903 ingresó en la Guardia Rural como teniente coronel y segundo jefe de ese cuerpo en Santa Clara. Fue jefe del distrito de Santa Clara hasta que renunció en 1906. En 1908 fue creado el Ejército Permanente en Cuba, y Machado fue designado segundo jefe y general de brigada. Durante la administración del presidente José Miguel Gómez (1909-1913) fue Inspector del Ejército Permanente con el grado de general de brigada, y jefe interino del Ejército desde noviembre de 1910. En septiembre de 1911 renunció a la jefatura del Ejército, y fue nombrado secretario de Gobernación (ministro del Interior), puesto al que renunció meses después. Poco después se dedicó a la agricultura y cargos gerenciales. Estuvo involucrado en una serie de empresas como la del ingenio azucarero Central Carmita, y fue vicepresidente de la Compañía Cubana de Electricidad.

### Guerra de la Chambelona
En 1917 Machado —que militaba en el Partido Liberal— estuvo involucrado en la Guerra de la Chambelona. El nombre de este conflicto fue conocido con el nombre de «Chambelona» debido a una tonada con ese título que identificaba a los liberales cubanos de la década de 1910. Este conflicto fue producto de que el entonces presidente conservador, el general Mario García Menocal, se presentaba como candidato a la reelección presidencial en las elecciones de 1916 y, al conocerse de forma preliminar la victoria del candidato liberal Alfredo Zayas, el Gobierno decidiera violentar las elecciones mediante el fraude y proclamar la reelección del presidente Menocal. 

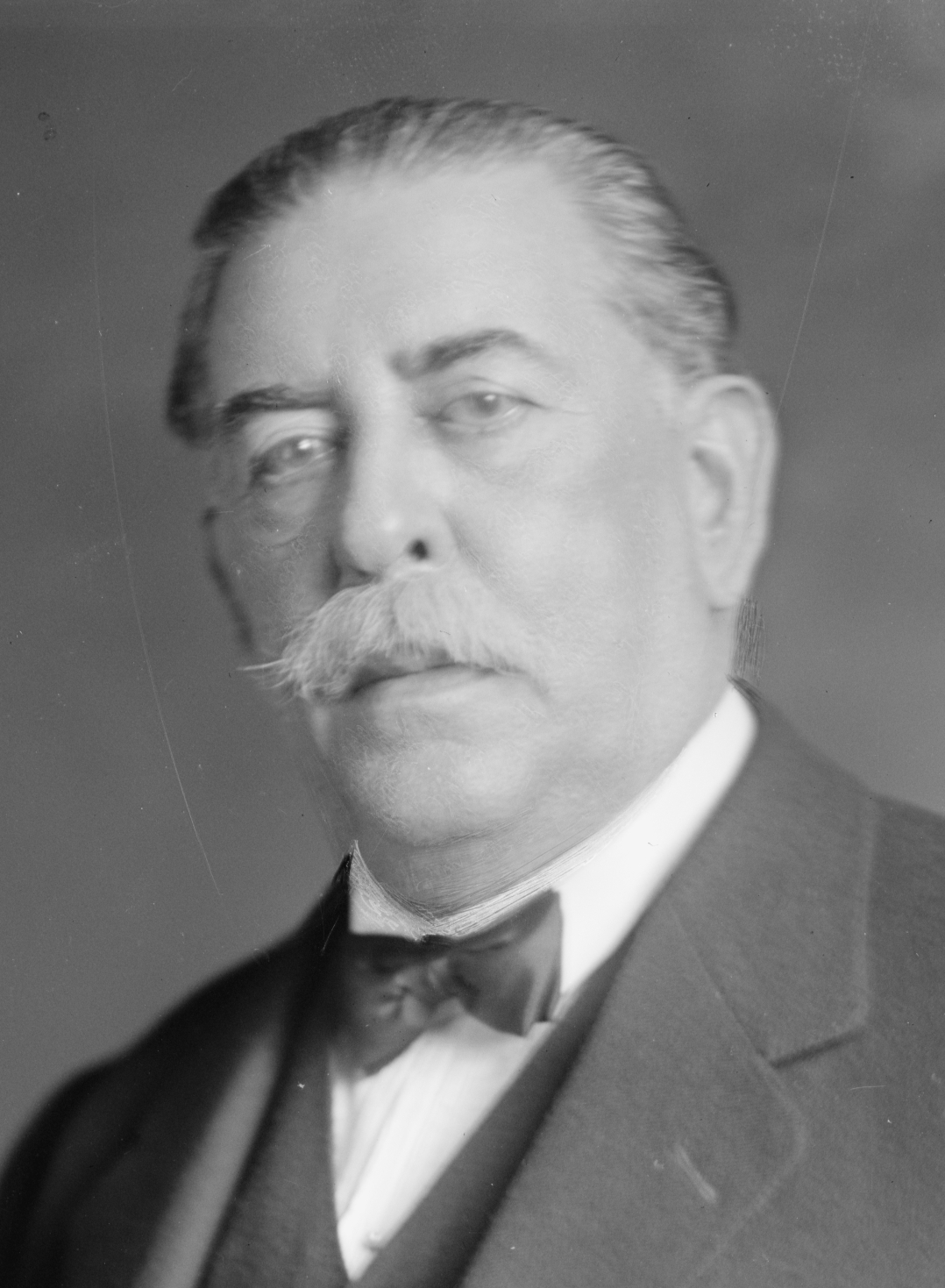
José Miguel Gómez, presidente de Cuba (1909-1913), del que Machado fue secretario de Gobernación. Gómez participó como general al mando del alzamiento liberal en la Guerra de La Chambelona, donde Machado tomó parte por ese bando.

Como consecuencia de lo hecho por el Gobierno de Menocal, el 12 de febrero de 1917 ocurrió el estallido de la guerra que se conocería como La Chambelona. En Oriente y en Camagüey esta fue encabezada por elementos del ejército regular. Los liberales alzados en armas lograron dominar el territorio de la provincia de Camagüey, así como la ciudad de Santiago de Cuba. El expresidente y general José Miguel Gómez se puso al frente de los alzados y marchó contra las fuerzas gubernamentales hacia La Habana. En apoyo del Gobierno salió el embajador estadounidense William Elliott Gonzales, quien lanzó una proclama en que se anunciaba a los alzados que el Gobierno de los Estados Unidos los consideraría sus enemigos y no reconocería su victoria, aferrándose así al pie de la letra según lo establecido en la Enmienda Platt. Esta proclama debilitó el alzamiento liberal del que Machado formaba parte. No debe pasar inadvertido que en esta guerra se decía que los liberales eran proalemanes (cuando estos no tenían nada que ver con los germanos en guerra con estadounidenses), lo cual fue ocupado como pretexto por las fuerzas de Menocal. Siguiendo las pautas de las autoridades estadounidenses, el Gobierno conservador declaró la guerra al Imperio alemán el 7 de abril de ese mismo año, una declaración meramente testimonial dado que no existió enfrentamiento entre ambas naciones.
El propio presidente Menocal asumió la dirección de la campaña militar, trasladando los altos mandos del ahora constituido Ejército y la Marina de Guerra al Palacio Presidencial. En menos de tres meses fueron vencidos los liberales. Prisioneros de guerra quedaron el general Gómez, su hijo, Machado, y sus hombres. Sin embargo, sin estar aun sofocado el levantamiento se realizaron las elecciones complementarias. Las tropas regulares ocuparon los colegios electorales y aseguraron el triunfo de Menocal. Machado fue apresado en abril de 1917, fue sometido a Consejo de Guerra, absuelto, y liberado el 9 de octubre de 1917. Otros condenados, como José Miguel y su hijo estuvieron presos hasta que fueron liberados por la Amnistía del 18 de marzo de 1918 promulgada por Menocal.

## Presidencia
Su camino a la presidencia está ligado con la alianza entablada con Zayas, su congénere liberal y compañero de armas en la Chambelona, quien finalmente fue presidente para el período 1921-1925. En las elecciones de 1924 logró derrotar a Menocal, que volvía a postularse a la presidencia. El lema de campaña de Machado fue «Agua, Caminos y Escuelas». En Las venas abiertas de América Latina, Eduardo Galeano señala:

[…] el desastre de 1921 había sido provocado por la caída del precio del azúcar en el mercado de los EEUU, y de los EEUU no demoró en llegar un crédito de cincuenta millones de dólares: en ancas del crédito, llegó también el general Enoch Crowder; su pretexto de controlar la utilización de los fondos, Crowder gobernaría, de hecho, el país. Gracias a sus buenos oficios la dictadura de Machado llega al poder en 1924, pero la gran depresión de los años treinta se lleva por delante, paralizada Cuba por la huelga general, a este régimen de sangre y fuego.

### Primer período (1925-1929)

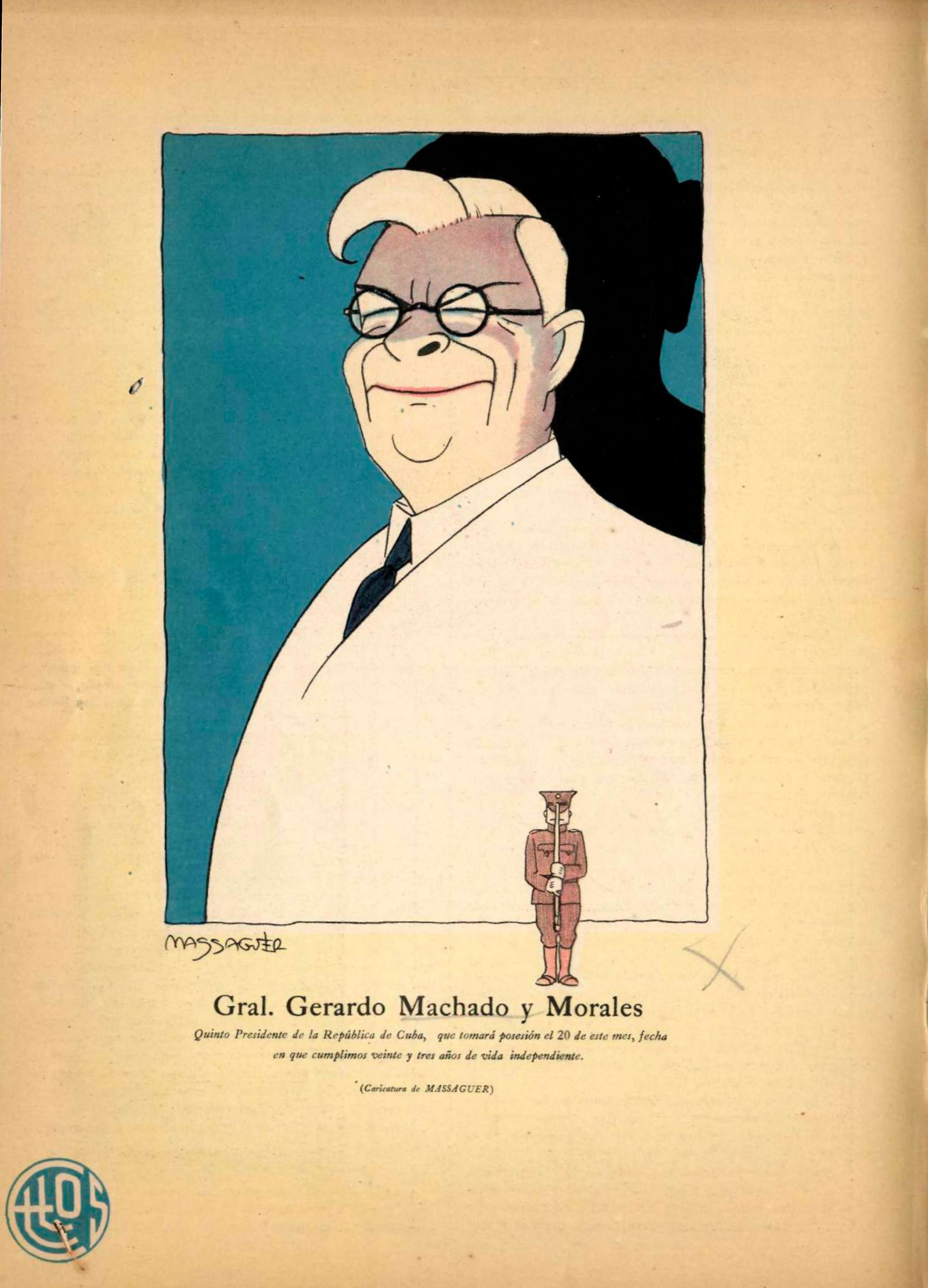
Retratado por Massaguer en la revista Social (mayo de 1925)

Tras ser finalmente electo presidente de la República, asumió el cargo el 20 de mayo de 1925, con una gran popularidad. Se destaca por decir que al final de su mandato pediría la abrogación de la Enmienda Platt. Llegó al poder en un momento que los precios mundiales del azúcar caían, pero su primer mandato coincidió con un período de prosperidad, en que la inversión de Estados Unidos en la industria azucarera aun así se expandió. Dada la bonanza, el Gobierno de Machado se embarcó en un ambicioso programa de obras públicas. Quería hacer de su país la «Suiza de las Américas». Esto permitió que Machado tuviese una opinión favorable de parte de los cubanos. En la prensa de la época se le calificó de El Egregio, El Supremo, y otros elogios. En 1926 recibió el título de doctor honoris causa en Derecho Público de la Universidad de La Habana, con aceptación general; tiempo después le fue retirado ese título, por su régimen represor. En octubre de 1926 ocurrió un fuerte huracán que afectó principalmente La Habana e Isla de Pinos dejando 600 muertos. En 1928 se realizó la Sexta Conferencia Panamericana en La Habana, con la participación de Calvin Coolidge, presidente estadounidense. Ese año se convirtió en el primer presidente cubano en viajar en avión, cuando voló sobre La Habana en el avión del famoso piloto estadounidense Charles Lindbergh; después hizo varios viajes en aviones cubanos durante su mandato.

Escudo de Machado como caballero de la Orden de Isabel la Católica

Entre las obras públicas realizadas durante la administración de Machado, se encontraba la Carretera Central de Cuba, que hoy recorre prácticamente toda la isla, desde Pinar del Río al oeste hasta Baracoa al este con 1435 km; una distancia de 1139 km fue construida hasta 1931 por el gobierno de Machado, llegando a Santiago de Cuba. Machado también fue responsable de la construcción de El Capitolio, el elegante hogar del Congreso cubano de 1929 a 1958. El nuevo edificio, diseñado por Raúl Otero y Eugenio Rayneri Piedra y construido entre 1926 y 1929, tenía un diseño neoclásico que poseía elementos similares del edificio del Capitolio de los Estados Unidos y del Panteón de París. Su propósito era retratar el optimismo, la confianza y la elegancia de la nueva democracia.
Además, en este periodo se construyó la escalinata de la Universidad de La Habana y se hizo la expansión de sus instalaciones. Se construyó parte del malecón de La Habana, y se hizo el Parque de la Fraternidad. Otros edificios construidos bajo su administración fueron el Hotel Nacional de Cuba, Edificio Bacardí, y el Hotel Presidente. También patrocinó un proyecto de ley de reforma arancelaria en 1927 que brindaba protección a ciertas industrias cubanas. A pesar de estas obras y logros económicos corolarios, la dependencia de Cuba sobre el azúcar continuó y la influencia e inversiones de los Estados Unidos aumentaron. En 1927 promulgó una Amnistía política.

### Segundo período (1929-1933)
Cosme de la Torriente y Peraza, presidente cubano de la Liga de las Naciones en la década de 1920, declaró:

En 1925, el general Machado sucedió al Dr. Zayas como presidente. A pesar de su promesa de no presentarse a la reelección, Machado logró que el Congreso cubano aprobara en 1928 una enmienda a la Constitución cubana de 1901 para poder presentarse a la elección presidencial de 1928 y tratar de mantenerse en el poder, lo cual produjo un estado generalizado de desorden público que se volvió casi permanente.

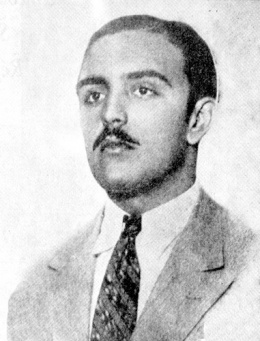
Rafael Trejo González se convirtió en un mártir del movimiento estudiantil contra la dictadura de Machado

Sus detractores afirmaron que se volvió despótico y forzó su camino hacia un segundo mandato. A lo largo de su campaña durante las elecciones generales de 1924, Machado declaró en numerosas ocasiones que no aspiraba a ser reelegido, pero solo dos años después de su presidencia (1927) cambió de opinión. En 1927 impulsó una serie de enmiendas que el Congreso cubano aprobó para permitirle buscar la reelección y un segundo mandato de 6 años (4 años era la norma) que debía terminar el 20 de mayo de 1935. Hubo una Convención Constituyente en 1928 que modificó la Constitución de 1901 con esas enmiendas. Machado ganó las elecciones presidenciales de 1928, sin oposición, para el mandato 1929-1935. Este acto de continuismo, coincidió con la creciente depresión económica causada por un descenso de los precios del azúcar a partir de 1925, el Crac de 1929 y la Gran Depresión en los Estados Unidos que afectó la economía mundial, generando un gran descontento popular y protestas populares, que Machado reprimió severamente. Este panorama condujo a una inestabilidad política, social y económica significativa. 
Machado también se enfrentó a la reacción de los estudiantes de la Universidad de La Habana después de la formación del Directorio Estudiantil Universitario (DEU) en 1927. Después de varias protestas y la muerte de algunos opositores (siendo la más impactante la del estudiante universitario Rafael Trejo en 1930), Machado cerró esa universidad en diciembre de 1930, y estuvo cerrada hasta junio de 1933. También es digno de destacar que durante este mandato fue asesinado el joven dirigente comunista Julio Antonio Mella, quien era en un ferviente activista anti-Machado. El asesinato, no esclarecido, fue llevado a cabo en Ciudad de México en 1929 por desconocidos, mientras el joven cubano se encontraba con su novia italomexicana Tina Modotti. Algunos culpan de su muerte a agentes de Machado.
El secretario de Estado de los Estados Unidos, Cordell Hull, escribió el 1 de mayo de 1933, en un telegrama al entrante embajador de los Estados Unidos en Cuba, Sumner Welles, con respecto a las reformas constitucionales de Machado de 1927:

Bajo los términos de la Constitución cubana, promulgada en 1902, las enmiendas a la Constitución propuestas por el Congreso no entraron en vigor hasta que fueran aprobadas por una asamblea constituyente específicamente elegida para tal fin. En consecuencia, luego de que el proyecto de reforma constitucional fuera promulgado por el Congreso cubano, se realizaron elecciones para los delegados a la asamblea constituyente, y se eligió a los delegados como una forma revisada del llamado «Código Electoral Coronado», las revisiones seleccionadas, en su gran mayoría, por miembros de la Cámara y el Senado existentes, y en la mayoría de los casos los Senadores y Representantes mismos sirvieron como delegados a la asamblea constituyente. Es obvio que la revisión del Código Electoral hizo posible en este momento la elección de delegados favorables a la prórroga de los términos del Presidente, de los miembros del Senado y de los miembros de la Cámara de Representantes, y que tales delegados de ninguna manera fueron elegidos por el voto libre del propio pueblo cubano. La asamblea constituyente así seleccionada se reunió en el mes de abril de 1928. Bajo los términos de la Constitución existente, los deberes de la asamblea constituyente estaban «limitados a aprobar o rechazar la enmienda votada por los cuerpos co-legislativos». A pesar de esta clara disposición y la clara intención de la misma, la asamblea constituyente revisó completamente varias de las disposiciones del proyecto presentado por el Congreso cubano. Parecería que había una razonable medida de duda de que la asamblea constituyente actuó ultra vires. La Corte Suprema de Cuba, sin embargo, se ha abstenido constantemente de desviar una decisión sobre esta cuestión.

Estaba planeado para agosto de 1931 un levantamiento armado contra Machado en varios sitios del país. El 10 de agosto de 1931 se produjo el desembarco en Río Verde, provincia de Pinar del Río, de un grupo armado de unos 20 opositores dirigidos por el expresidente Mario García Menocal y el excoronel Carlos Mendieta que fueron apresados por el Ejército Nacional; fue la primera vez que se empleó aviación militar en Cuba. Una semana después ocurrió la Expedición de Gibara organizada por la Junta Revolucionaria de Nueva York, dirigida por Menocal y Mendieta. La expedición tenía 37 integrantes y un cargamento de armas que vinieron desde Nueva York en el buque de carga Ilse Volmauer (77.6 m de eslora) y desembarcaron en el puerto de Gibara, al norte de la entonces provincia de Oriente, pero el intento fracasó después de haber ocupado la ciudad, y recibir ayuda de unos 250 pobladores dirigidos por Manuel “Lico” Balán, veterano mambí. El grupo expedicionario estaba dirigido por el exteniente del ejército Emilio Laurent Dubet, e integrado por Carlos Hevia, periodista Sergio Carbó, exteniente Feliciano Maderne, médico Gustavo Aldereguía y otros. Los rebeldes se enfrentaron a 3000 soldados, y a bombardeos de aviones militares y del buque Patria a algunos sitios rebeldes en la ciudad. El 19 de agosto fueron derrotados; tuvieron 6 muertos y 25 heridos. La mayoría de los rebeldes fueron apresados y encarcelados, y el buque fue confiscado.
Machado sobrevivió a varios intentos de asesinato, uno de ellos fue una bomba en el Palacio Presidencial en febrero de 1931; salió ileso. El más famoso fue orquestado por un grupo de oposición violento: el ABC (conocidos coloquialmente como «abecedarios»), que primero asesinó al presidente del Senado cubano Clemente Vázquez Bello el 28 de septiembre de 1932 cuando viajaba en su auto en La Habana. Luego de aquel evento, calculando que Machado asistiría al funeral, habían construido un túnel para llegar a la cripta de la familia Vázquez en el cementerio de Colón de La Habana y plantaron allí un artefacto explosivo (259 libras de dinamita y 134 cartuchos del explosivo cheddite). El plan fracasó cuando la familia decidió enterrar a Vázquez en su natal Santa Clara, donde Machado fuese alcalde.
Hubo numerosos asesinatos cometidos por la policía y el ejército contra opositores a Machado. El alcance de su participación en estos aún se discute. Escribiendo al secretario de Estado de los Estados Unidos, el 5 de enero de 1933, el embajador de los Estados Unidos en Cuba, Harry Frank Guggenheim señaló lo siguiente:

Anoche personalmente llamé al Secretario de Estado [cubano] con respecto a Hernández y me aseguraron que no había motivo de aprehensión en este u otros casos. Hernández o Álvarez murieron poco después de la medianoche en un hospital al que lo trajeron con una bala en la cabeza. Ferrara [el Secretario de Estado cubano] esta mañana explicó que había averiguado anoche que ninguna persona llamada Hernández estaba bajo arresto. Estos asesinatos de prisioneros han conmovido profundamente a la opinión pública y han fortalecido la creencia de que ninguna persona bajo arresto está a salvo de la venganza oficial.

Al día siguiente, Harry Frank Guggenheim informó al secretario de Estado de los EE. UU.:

Vi al presidente [Machado] esta mañana. No intentó negar la responsabilidad del gobierno por los recientes asesinatos de estudiantes, que calificó como un error estúpido.

Escribiendo al secretario de Estado de los EE. UU., el 8 de abril de 1933, el cónsul estadounidense en Cuba, Edward Reed, señaló:

Según la información proporcionada a la Embajada por fuentes que se cree confiables, hubo varios homicidios en La Habana el 6 de abril y en sus cercanías. La policía secreta arrestó a un joven llamado Carlos Manuel Fuertes en las afueras del Teatro Payret en La Habana. Se dice que Fuertes fue miembro de la dirección estudiantil. Más tarde en la noche, su cuerpo fue encontrado cerca de la Ermita de los Catalanes en la calle Ayesterán.

 En 1931 inauguró el Presidio Modelo en la Isla de Pinos, donde encarceló a presos comunes y políticos, y se terminó la Carretera Central. Se inauguraron el Centro Asturiano (hoy parte del  Museo Nacional de Bellas Artes) y el Edificio López Serrano. Machado promulgó una Amnistía en enero de 1932 y otra en julio de 1933. En 1932 ocurrió el Huracán de Santa Cruz del Sur (o Camagüey) que dejó más de 3000 muertos.

#### Desenlace
El 4 de agosto de 1933 inició una huelga en los ómnibus de La Habana que se extendió a otros sectores del país, y el 7 de agosto en medio de una huelga general se dio en La Habana la falsa noticia por la radio que Machado había renunciado. Una muchedumbre salió a las calles a festejar y fue ametrallada por la policía, con un saldo de unos 20 muertos y 120 heridos. La anarquía ya se había desatado en todo el país, y la venganza contra los machadistas así como la represión de su Gobierno fueron totales. Ante la huelga general, la pérdida del apoyo del ejército cubano y del gobierno de Estados Unidos representado por el embajador Sumner Welles, Machado dimitió el 12 de agosto de 1933, y viajó con unos amigos en un hidroavión Sikorsky a Nassau, Las Bahamas. Su familia viajó a Cayo Hueso en el yate presidencial “General Juan Bruno Zayas”, y de allí en tren a Miami; el yate regresó a Cuba. Machado luego ese año fue en barco a Montreal, Canadá, pasando brevemente por Bermudas, y viajó clandestino a Nueva York a finales de 1933, pero estaba en riesgo de ser apresado y deportado a Cuba que había pedido su extradición, y se fue a Santo Domingo, República Dominicana en 1934; estando en este país el gobierno de Trujillo negó su extradición a Cuba. Luego viajó y vivió en Francia (París, Niza, 1935) y regresó a Canadá. En noviembre de 1937 regresó a Nueva York desde Canadá e ingresó en el Hospital Murray Hill, y se unió a su familia allí. El gobierno estadounidense no lo apresó, a pesar de una solicitud de extradición de Cuba contra él desde 1934. La Ley de Amnistía de diciembre de 1937 en Cuba incluyó a Machado. Él y su familia se mudaron a Miami Beach, y murió allí en 1939 de un paro cardíaco por la anestesia de una operación del cáncer de colon que padecía. Después de la salida de Machado de Cuba el mayor general Alberto Herrera y Franchi, jefe del Ejército, asumió el poder durante un día. Luego se creó un gobierno provisional pactado entre el ABC y el intervencionismo estadounidense representado por el embajador Welles, que tuvo a Carlos Manuel de Céspedes y Quesada (hijo del Padre de la Patria) como presidente. 
Pese a los esfuerzos por estabilizar la situación, el Gobierno de coalición nacional duró menos de un mes. El 4 de septiembre de 1933 un grupo de sargentos liderados por Fulgencio Batista dieron un golpe de Estado y se hicieron con el control del Ejército. El Directorio Estudiantil Universitario vio en esta insubordinación su gran oportunidad y pactó con los sargentos la formación de un nuevo Gobierno. Entre ambos no había afinidad ideológica o de clase (unos eran campesinos y los otros intelectuales y universitarios) pero sí generacional, lo que, unido a su afán de alcanzar el poder y establecer una democracia nacionalista, les convirtió en compañeros de viaje. El catedrático universitario en medicina de la Universidad de La Habana, Ramón Grau San Martín, fue elegido presidente del nuevo Gobierno, mientras que Batista fue ascendido de sargento a coronel, y nombrado nuevo jefe de las Fuerzas Armadas.

## Retiro, nivel de aprobación y muerte

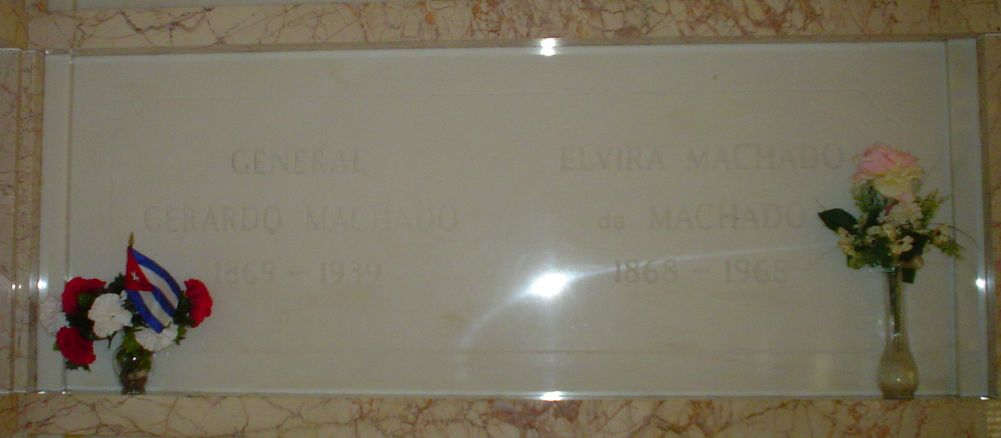
Cripta de Gerardo Machado y su esposa Elvira

El dirigente comunista y destacado intelectual cubano Rubén Martínez Villena lo llamó «Asno con Garras», pues su formación académica fue casi nula, calificativo con el cual se le conoció posteriormente. Por su parte, el estadounidense Langston Hughes lo llamó «a nice fat president» al interpretar según sus planteamientos el intervencionismo de su país así: «la dominación yanqui/ mantiene a un gordo y lindo presidente/ en una pequeña nación muerta de hambre».
El 28 de noviembre de 1932 el hermano visitador Antonio Flecha, llegado de Cuba, hizo una exposición de la situación por la que atravesaba el país en la logia masónica Constancia n.º 16,  de Zaragoza, refiriéndose en tono condenatorio al gobierno dictatorial y la deplorable situación económica a la que había sido conducido por su presidente, «de quien dijo que, para vergüenza de todos, era Masón». Por último, Alejo Carpentier se inspiró en él para escribir su Retrato de un dictador en 1933. Sin volver a figurar en política, murió de cáncer de colon en Miami Beach en 1939. Sus restos fueron sepultados en el Caballero Rivero Woodlawn Park North Cemetery and Mausoleum.
| Predecesor: Alfredo Zayas | Presidente de la República de Cuba 1925-1933 | Sucesor: Alberto Herrera y Franchi (interino) |